# Купозеро
Купозеро — пресноводное озеро на территории Амбарнского сельского поселения Лоухского района Республики Карелии.

## Общие сведения
Площадь озера — 1 км², площадь водосборного бассейна — 114 км². Располагается на высоте 131,4 метров над уровнем моря.
Форма озера продолговатая: оно более чем на два километра вытянуто с юго-запада на северо-восток. Берега изрезанные, каменисто-песчаные, преимущественно возвышенные, местами заболоченные.
Через Купозеро протекает река Манинка, впадающая в Пяозеро.
Ближе к юго-восточному берегу Купозера расположены три небольших острова без названия.
К северу от Купозера проходит лесная дорога, ответвляющаяся от автодороги местного значения 86К-16 («Тунгозеро — Калевала»).
Населённые пункты вблизи водоёма отсутствуют.
Код объекта в государственном водном реестре — 02020000411102000000513.